# Арабы на Кавказе

Кавказ в середине VIII века

Арабы на Кавказе впервые появились в VII веке во время арабского вторжения в Дагестан и арабского завоевания Армении после арабского завоевания Персии. Уменьшение владений Аббасидского халифата привело к образованию нескольких арабских государств в регионе, в том числе и Ширванского государства, которое находилось на большей территории современного Азербайджана и юго-восточной части Дагестана. Ширваншахи постепенно распространяли свою власть на большую часть юго-восточного Кавказа, постепенно удаляясь от арабского мира, в результате чего государство подверглось персизации. Например, арабские имена Ширваншахов заменились на персидские, а члены правящей династии претендовали на древнеперсидское происхождение. Персидский постепенно стал языком городского населения, в то время как сельское население продолжало использовать языки Кавказской Албании.

## Власть Арабского халифата на Кавказе
В начальные периоды завоеваний арабы назначали предводителя, занявшего какую-либо территорию, ее наместникоми. Очень часто эти военачальники, в свою очередь, оставляли в провинциях своих представителей и наделяли их полномочиями. К примеру, Букайр, командовавший арабами при завоевании Азербайджана, продолжил свой поход, оставив править в Азербайджане своего военачальника Утбу ал-Фаркана. Такие заместители (амили) участвовали в заключении договоров с представителями местного населения, по которым местное население признавало свою зависимость от Халифата и соглашалось на выплату джизьи. При добровольной капитуляции прежним администраторам гарантировалось сохранение их должностей. В 701 году была образована арабская провинция Арминия.
Арабы первоначально не навязывали местному населению ислам, но местные феодалы вскоре осознали, что сотрудничество с арабами дает им возможность сохранить прежние привилегии, и стали массово принимать ислам. Крестьяне же принимали ислам прежде всего для освобождения от подушного налога (джизьи). Что касается Аррана, где было распространено христианство, то там исламизация произошла позже, с IX—X веков, под эгидой правивших в Ширване и Арране мусульманских династий.
Для предотвращения постоянных набегов хазар в Закавказье арабы до 737 года вели войны с Хазарским каганатом.

## Выход Кавказа из-под власти Халифата
К IX—X векам ослабевший, в том числе из-за хуррамитского восстания, Халифат не смог сдержать процесс возникновения полузависимых и независимых государств в своих владениях. Земли Северного Азербайджана, попали под управления арабской семьи Мазьядидов, Дербент объявил своим эмиратом арабский правитель Хашима ибн Сурак, албанский князь Г. Хамам захватил власть в Шеки, являвшемся частью Аррана, а на юге Азербайджана тюркская династия Саджидов создало свое независимое государство. В 898 году его глава был объявлен правителем практически уже не существовавшей арабской Арминии. В Армении и части Грузии стала править армянская династия Багратидов.

## Расселение арабов на Кавказе
Для укрепления своей власти и ускорения исламизации халифы заселяли завоеванные земли, в том числе и Закавказье, арабскими племенами. Арабы в большом количестве поселились на Мугани, в Дербенте, Ширване. Но заселение Закавказья арабами происходило очень медленно; там сохранилась традиционная неарабская культура и местные языки.
В Средние века продолжалась миграция арабов на Кавказ, однако арабские племена ассимилировались местным населением. В 1728 году российский географ и этнограф Иоганн Густав Гербер описал группу кочующих арабов-суннитов, которые арендовали пастбища у берега Каспийского моря на Муганской равнине. Вероятно, что арабские кочевники прибывали на Кавказ в XVII и XVIII веках.
В Мюшкюре население частично состояло из арабов.
По состоянию на 1888 году неизвестное число арабов всё ещё проживало в Бакинской губернии.

Г. Ф. Чурсин писал в 1929 году:
С прекращением арабского владычества арабские гарнизоны были отозваны из Закавказья, и здесь остались лишь рассеянные там и сям небольшие арабские поселки. Потомки этих арабов до сих пор проживают в некоторых селениях Азербайджана. Они давно забыли арабский язык и усвоили язык окружающего населения — тюркский. От их прошлого арабского быта у них сохранилось лишь их старинное любимое занятие — разведение верблюдов. В настоящее время эти отюреченные арабы сами считают себя тюрками.
Азербайджанская исследовательница  Нурида Гулиева приводит предание, согласно которому население сёл Тенгеалты, Гюлези, Гышлаг-Габуд, Серезува, Галмых, Кунчух, Келекеш, Афурджа является потомками арабов-выходцев из Шама (современная Сирия). Родоначальником их являлся Сеидгалага, появившийся в этих местах спустя 100-150 лет после смерти пророка и его сыновья.
Следы проживания арабского населения сохранились в названии десятков деревень в Азербайджане и Дагестане (Арабоджагы, Арабхана, Чол Араб и прочих).

## Язык
Гербер отметил, что кочевники Мугана общались на «смешанном тюркско-арабском языке». В 1840 году Аббас-Кули-ага Бакиханов зафиксировал ширванский диалект арабского языка. Местные разновидности арабского языка сохранялась в Азербайджане до второй половины XIX века, а в дагестанском селе Дарваг до 1930-х годов, после чего жители стали идентифицировать себя как азербайджанцы и использовать азербайджанский язык. Перепись населения 1897 года выявила 912 носителей арабского в центральном и южном Дагестане. Стоит отметить, что литературный арабский язык играл роль языка обучения на протяжении веков, он был языком обучения в школах с 1920 по 1923 год, затем его заменил азербайджанский, а спустя некоторое время языки коренных народов Дагестана.